# Terrorystka (film 1999)
Terrorystka (Theeviravaathi – po tamilsku) to indyjski dramat zrealizowany w 1999 roku przez Santosha Sivana, tamilskiego operatora i autora filmu Aśoka Wielki. Film przedstawia historię 19-letniej Malli (Ayesha Dharkar), przygotowującej się do dokonania zamachu samobójczego na przywódcy politycznym. W rolach głównych Dharkar, K. Krishna i Sonu Sisupal.
Film jest komentarzem do zamachu na premierze Indii Rajivie Gandhi, dokonanym przez Tamilskie Tygrysy. Nakręcono go w ciągu 15 dni, przy naturalnym świetle mieszcząc się w budżecie $50,000.
Aktor John Malkovich po raz pierwszy zobaczył film na Festiwalu Filmowym w Kairze i poruszony zaadaptował film przyjmując post-facto funkcję executive producenta (do filmu dołączono słowa "John Malkovich Presents".)
Roger Ebert włączył film na listę "Wielkich filmów". Ebert kończy swoją recenzję słowami: " Za każdym razem, gdy widzę ten film, czuję smutek, że ludzka wyobraźnia może być tak ograniczona, iż widzi zwycięstwo w zniszczeniu siebie"

## Inspiracja
21 maja 1991, gdy premier Indii Rajiv Gandhi, (syn Indiry Gandhi) w ramach kampanii wyborczej do parlamentu był w Tamilnadu, w Sriperumbudur, koło Ćennaju (Madras) dokonano na nim zamachu bombowego. Samobójczego zamachu dokonała Thenmuli Rajaratnam A.K.A Dhanu, która należała do Tamilskich Tygrysów. Była kuzynką Shivarasana, który (jak przypuszcza się) zaplanował zamach.
Był to pierwszy na świecie zamach bombowy połączony z samobójstwem. Terroryści z Palestyny przyjęli pomysł samobójczych zamachów od Tamilskich Tygrysów.

## Literatura
- Dying to Win: The Strategic Logic of Suicide Terrorism by Robert Pape, Random House (May 24, 2005), ISBN 1-4000-6317-5